# The Creeping Flesh
The Creeping Flesh (Brasil: A Essência da Maldade / Portugal: Em Carne Viva) é uma produção cinematográfica inglesa de 1973, dirigida por Freddie Francis e estrelada por Peter Cushing e Christopher Lee.

## Sinopse
Drama de horror não exibido nos cinemas brasileiros. Na Londres vitoriana, o professor Emmanuel Hildern (Cushing) narra a seu novo assistente um episódio do passado para provar a sua descoberta de que o Mal está para dominar o mundo. Outrora, ao trazer da Nova Guiné um gigantesco esqueleto, percebera tratar-se, na verdade, de dos restos de um arcaico demônio cujo corpo se recompõe à simples aplicação de água. Para evitar que sua filha Penelope (Hellbron), traumatizada pela ocorrência, venha a enlouquecer como a mãe, morta quando internada no asilo de seu irmão James (Lee), Emmanuel injetara na jovem um antídoto extraído da mão recomposta do esqueleto. Foi o bastante para converter Penélope numa homicida, logo enclausurada por James, que tentou a seguir roubar do irmão o esqueleto, sem prever um desenlace macabro.

## Elenco
- Christopher Lee - James Hildern
- Peter Cushing - Emmanuel Hildern
- Lorna Heilbron - Penélope
- George Benson - Waterlow
- Kenneth J. Warren - Lenny
- Duncan Lamont - Inspetor
- Harry Locke - Barman
- Hedger Wallace - Dr. Perry